# Гаурач, Эдгар
Э́дгар Га́урач (латыш. Edgars Gauračs; 10 марта 1988, Резекне) — бывший латвийский футболист, нападающий.

## Клубная карьера
До лета 2006 играл за «Дижванаги» из Резекне, но после обучения в академиях таких клубов, как «Милан», «Сампдория» и «Лацио», подписал контракт с «Асколи». Так и не сыграв за эту команду, в 2009 году подписал контракт с «Вентспилсом», вернувшись на родину.
«Вентспилс» оформил переход форварда до матчей Лиги Европы в 2009. Дебютировал за новую команду на групповом этапе Лиги Европы, и забил в первом же матче немецкой «Герте», сравняв счёт. Во время зимнего трансферного окна молодым нападающим интересовались несколько известных клубов из Румынии и Греции, принимая во внимание растущий класс игрока.
В итоге Эдгар подписал новый контракт с румынским «Рапидом», будучи арендован до конца сезона у «Вентспилса», которому принадлежали права на футболиста. Владелец румынской команды Георге Копос заявил, что Гаурач открыл для себя дорогу в светлое будущее, связав себя с «Рапидом», но при условии подписания постоянного контракта на 4 года. В итоге «Рапид» выплатил «Вентспилсу» плату за аренду в количестве 50 тысяч евро. Эдгар дебютировал за «Рапид» 28 февраля 2010 года в матче чемпионата Румынии с «Унирей», выйдя на замену. Однако, его постоянно преследовали травмы, и сыграть ему удалось лишь в шести матчах, так ни разу и не поразив ворота соперника. В июне он вернулся из аренды, а в июле стал свободным агентом.
В августе 2010 года, когда все травмы были залечены, Эдгара взял на просмотр молдавский «Шериф». Тренеры «Шерифа» остались довольны форвардом, и Гаурач подписал с ними контракт 25 августа 2010 года, кроме того, клуб успел заявить новичка для еврокубковых матчей.
Гаурач уже в первом же матче чемпионата Молдавии забил три мяча в ворота клуба «Сфынтул Георге», благодаря чему «Шериф» разгромил соперника со счётом 4:0. Также он сыграл в следующем матче, который проводился в рамках розыгрыша Лиги Европы. В тот раз молдавский клуб одолел киевское «Динамо». Всего он сыграл в групповом этапе Лиги Европы 5 матчей из 6, в одном из них выходя в стартовом составе. В декабрьском матче чемпионата против «Динамо» из Бендер, Гаурач забил 5 голов, счёт в итоге был 7:0. В общем сложности он провёл 12 матчей в молдавском чемпионате, забив 11 голов. После первого круга чемпионата Молдавии Эдгар разорвал контракт, в надежде найти клуб, играющий в сильном чемпионате.
В феврале 2011 Гаурач прибыл на просмотр в «Енисей», клуб, играющий во втором по силе дивизионе России, и подписал контракт с новым клубом в марте.